# Pascual Antonio de Gárate y Milicua
Pascual Antonio de Gárate y Milicua (Lima, 1780 - 1847), abogado y político peruano que ejerció importantes cargos políticos y académicos. Tres veces alcalde ordinario de Lima y rector de la Universidad de San Marcos.

## Biografía
Sus padres fueron el acaudalado comerciante español, nacido en Urdax, Navarra (España), Juan Bautista de Gárate y Zelayeta, y la limeña Toribia María Milicua y de la Cantolla. Dada su situación económica probablemente siguió sus estudios en el Convictorio de San Carlos y luego en la Universidad de San Marcos, donde obtuvo los grados de Bachiller, Licenciado y Doctor en Derecho. En 1805, ya ejercía como abogado.
Suscribió el agradecimiento que el claustro sanmarquino le hizo al Rey por haber suprimido el Tribunal de la Inquisición (1813). Su simpatía por la causa patriota hizo que su ascenso político se produzca a partir de la llegada de José de San Martín al Perú. No sorprende que haya sido uno de los firmantes del Acta de Declaración de Independencia del Perú (1821), confiándosele posteriormente el depósito del Juzgado de Secuestros, con el título de administrador honorario del Tesoro, y la comandancia general del resguardo del Callao (1823).
Consolidada la Independencia, fue elegido alcalde de Lima (1825), durante cuya gestión pidió al dictador Simón Bolívar un pedido de clemencia a favor de Juan de Berindoaga y José Terón (1826). Se desempeñó luego, como subprefecto de Lima (1829). Ese mismo año fue elegido diputado de la República del Perú por la provincia de Lima en 1829 y 1831 durante el primer gobierno del Mariscal Agustín Gamarra. Fue ecónomo del monasterio de la Buena Muerte (1830), diputado por Canta (1832), y nuevamente alcalde de Lima (1833). Durante la Confederación Perú-Boliviana, fue rector de la Universidad de San Marcos (1837), y luego elegido alcalde de Lima por tercera vez (1839), a la par que actuaba como vicerrector y cancelario mayor de la Universidad, además de miembro de la Junta de Beneficencia (1840).